# بیل سیتی (میشیگان)
بیل سیتی (به انگلیسی: Beal City) یک منطقهٔ مسکونی در ایالات متحده آمریکا است که در شهرستان ایزابلا، میشیگان واقع شده‌است. بیل سیتی ۱۰٫۴ کیلومتر مربع مساحت و ۳۵۷ نفر جمعیت دارد و ۲۶۳ متر بالاتر از سطح دریا واقع شده‌است.